# Instituto Universitario de Investigación de Estudios de las Mujeres y de Género
El Instituto Universitario de Investigación de Estudios de las Mujeres y de Género es un centro de la Universidad de Granada. La investigación que desarrolla es de carácter multidisciplinar, especializada en Estudios de las Mujeres, Feministas y de Género, con el objetivo de contribuir a su desarrollo, promoción y divulgación. 

## Historia
Sus orígenes se remontan al curso académico 1984-85, cuando un grupo de profesoras y alumnas de la facultad de Filosofía y Letras se propusieron incorporar a la investigación y a la docencia nuevas perspectivas de conocimiento y nuevas prácticas académicas que contribuyeran a un futuro de igualdad social para las mujeres. Durante el curso 1986-87 se constituyó el Seminario de Estudios de la Mujer con la incorporación de profesoras e investigadoras de otras facultades y se obtuvo el reconocimiento institucional mediante vinculación administrativa del Seminario al Vicerrectorado de Extensión Universitarios. En Claustro de Universidad del día 15 de febrero de 1995 se aprobó su conversión en Instituto Universitario de Investigación.
El Instituto Universitario de Investigación de Estudios de las Mujeres y de Género organiza y realiza actividades de investigación y docencia especializada y de divulgación a través de una colección editorial propia. Participa en redes internacionales de cooperación académica con universidades de la Unión Europea, América Latina y Estados Unidos, y mantiene convenios con distintas universidades y organismos de igualdad españoles.
Algunas acciones/actuaciones relevantes:
- Años 80: constituimos el primer grupo de investigación de Estudios de las Mujeres en la primera convocatoria del Plan Andaluz de Investigación (1988) y creamos creamos uno de los primeros proyectos editoriales universitarios de Estudios de las Mujeres: la colección FEMINAE (1989)
- Años 90: pusimos en marcha el primer Doctorado de Estudios de las Mujeres de las universidades del Estado (1990) y el primer programa Erasmus de intercambio de alumnado de estos estudios (primero con las Universidades de Toulouse, Bradford y Helsinki) (1991), editamos la primera y única revista a nivel nacional de Historia de las Mujeres Revista Arenal (1994) y coordinamos en primer programa MED-CAMPUS de Estudios de las Mujeres con universidades Europeas y del norte de África (Rabat, Túnez, Argel)
- Años 2000: puesta en marcha la primera edición del Experta en Género e Igualdad de Oportunidades, que se ha desarrollado hasta el curso 2005/2006 (2000).  Se promovió y coordinó el primer Doctorado Interuniversitario Andaluz de Estudios de la Mujeres y de Género, con las Universidades de Huelva, Jaén, Almería, Málaga, Sevilla y Granada (2001). Los proyectos con Universidades hispano americanas iniciados en el curso 1995-96 con el Programa Alfa han tenido continuidad a partir de diversos proyectos con la AECI para el intercambio con Argentina y en 2007 se inició un Consorcio para el intercambio con Universidades de Florida (EE.UU), Colombia, Sudáfrica, Fez (Marruecos) e India. Se está coordinando el primer máster europeo interuniversitario Erasmus Mundus, GEMMA – Máster Erasmus Mundus en Estudios las Mujeres y de Género (Joint European Master’s Degree in Women’s and Gender Studies) (2007).
- A partir de 2010 se han llevado a cabo una diversidad de actividades científicas y de difusión con motivo del XXV Aniversario de creación del Instituto. El catálogo del Aniversario[1] da constancia de la diversidad de actividades realizadas en este cuarto de siglo. Se ha creado un ciclo de conferencias bajo el título de Conversaciones Feministas Compartidas. Desde 2015 oferta el nuevo Programa Oficial de Doctorado Estudios de las Mujeres. Discursos y prácticas de Género.

En estos años el Instituto Universitario de Investigación de Estudios de las Mujeres y de Género  ha contribuido al desarrollo del feminismo académico desde la teoría y la práctica, dirigiendo y participando en un importante número de proyectos de investigación; realizando casi un centenar de cursos y cientos de conferencias de divulgación; introduciendo asignaturas específicas en distintos planes de estudio e impulsando las diferentes redes nacionales e internacionales de Estudios de las Mujeres más representativas de nuestro entorno.

## Directoras
1996 Directora: Dra. Dña. Margarita María Birriel Salcedo
2000 Directora: Dra. Dña. Cándida Martínez López
2000 Directora: Dra. Dña. Teresa Ortiz Gómez
2002 Directora: Dra. Dña. Mª Eugenia Fernández Fraile
2005 Directora: Dra. Dña. Pilar Ballarín Domingo
2008 Directora: Dra. Dña. Margarita Sánchez Romero
2010 Directora: Dra. Dña. Nuria Romo Avilés
2015 Directora: Dra. Dña.  Ana M.ª Muñoz Muñoz
2019 Directora: Dra. Dña. Victoria Robles Sanjuan

## Investigación
La reflexiones teóricas y las aportaciones específicas del pensamiento feminista han provocado importantes cambios conceptuales y metodológicos que han permitido desvelar los sesgos androcéntricos del conocimiento científico, explicar la construcción histórica, social y cultural de las relaciones entre los sexos, y transformar todas las ramas de la ciencia. Con estos presupuesto teóricos se constituyó, en el año 1988, el Grupo de Investigación Estudios de las Mujeres (HUM 603) financiado por la Junta de Andalucía. Sus líneas de trabajo se centran preferentemente en la investigación interdisciplinar de aspectos relacionados con la actividad laboral, científica y profesional de las mujeres a lo largo de la historia, y con las relaciones salud/género y género/poder. Con posterioridad, en el año 2003 se crea el grupo Otras. Perspectivas feministas en investigación social (SEJ 430). 

## Docencia
Desde 2007 coordina primer máster europeo interuniveristario Erasmus Mundus, GEMMA – Máster Erasmus Mundus en Estudios de las Mujeres y de Género (Joint European Master’s Degree in Women’s and Gender Studies): sus competencias han sido diseñadas para la investigación, además de para trabajar en áreas de Estudios de las Mujeres y de Género e igualdad de oportunidades en el contexto internacional. Incluye movilidad estudiantil a elegir entre las ocho universidades participantes: Universidad de Granada (coordinadora), Universidad de Bolonia, Universidad Central Europea de Budapest (Hungría), Universidad de Hull, Universidad de Lódź, Universidad de Oviedo y Universidad de Utrecht). El alumnado al finalizar el máster recibe dos títulos emitidos por cada una de las universidades donde realicen sus estudios.
Desde 2015 coordina el Programa Oficial de Doctorado Estudios de las Mujeres, Discursos y Prácticas de Género; es un programa de doctorado interdisciplinar con una línea principal de investigación denominada Estudios de las Mujeres y de Género: Historia, Discursos, Ciencia y Poder en la participan profesorado de Universidades españolas y europeas.

## Publicaciones
Para la difusión de la investigación que se desarrolla en el ámbito de los Estudios de las Mujeres, el Instituto edita desde 1989 la colección de libros Feminae publicada por la Editorial de la Universidad de Granada. La colección constituye una herramienta de trabajo, de promoción y gestión de un espacio necesario para la expresión pública de nuevas formas de pensar el mundo, con vocación indisciplinar renovadora. 
Asimismo en 1994 se crea la revista Arenal. Revista de Historia de las Mujeres, actualmente también editada por la Editorial de la Universidad de Granada, su objetivo es ser una revista de investigación, análisis y reflexión en torno a la experiencia colectiva de las mujeres, las relaciones sociales de género y los procesos de transformación socia, así como servir de plataforma de debate para las diferentes áreas de la historia de las mujeres.

## Biblioteca
El Instituto Universitario de Investigación de Estudios de las Mujeres y de Género desde 1986 cuenta con una Bibliotecas especializada en Estudios de las Mujeres ubicada en el mismo edificio del Centro. Su objetivo es apoyar la docencia y la investigación que se lleva a cabo por parte de las investigadoras del propio Instituto. Actualmente su fondo asciende a 8000 monografías y 142 publicaciones periódicas tanto impresas como en línea.
La Biblioteca forma parte de la Red de Centros de Documentación y Bibliotecas de Mujeres, creada en 1994 con el propósito de promocionar y difundir la información específica depositada en los 52 centros integrantes.

## Sede
Centro de Documentación Científica. C/ Rector López Argüeta, s/n. 18071 - Granada (España)